# Айрондейл (Міссурі)
Айрондейл (англ. Irondale) — місто (англ. city) в США, в окрузі Вашингтон штату Міссурі. Населення — 368 осіб (2020).

## Географія
Айрондейл розташований за координатами 37°50′14″ пн. ш. 90°40′13″ зх. д. / 37.83722° пн. ш. 90.67028° зх. д. (37.837352, -90.670146).  За даними Бюро перепису населення США в 2010 році місто мало площу 1,40 км², з яких 1,38 км² — суходіл та 0,02 км² — водойми.

## Демографія
Згідно з переписом 2010 року, у місті мешкало 445 осіб у 160 домогосподарствах у складі 122 родин. Густота населення становила 317 осіб/км².  Було 192 помешкання (137/км²).
Расовий склад населення:
| - 97,5 % — білих - 0,2 % — корінних американців |

До двох чи більше рас належало 2,2 %. Частка іспаномовних становила 0,9 % від усіх жителів.
За віковим діапазоном населення розподілялося таким чином: 28,5 % — особи молодші 18 років, 59,1 % — особи у віці 18—64 років, 12,4 % — особи у віці 65 років та старші. Медіана віку мешканця становила 36,9 року. На 100 осіб жіночої статі у місті припадало 103,2 чоловіків;  на 100 жінок у віці від 18 років та старших — 101,3 чоловіків також старших 18 років.
Середній дохід на одне домашнє господарство  становив 35 087 доларів США (медіана — 26 607), а середній дохід на одну сім'ю — 38 867 доларів (медіана — 27 500). Медіана доходів становила 24 342 долари для чоловіків та 14 643 долари для жінок. За межею бідності перебувало 53,0 % осіб, у тому числі 83,9 % дітей у віці до 18 років та 5,4 % осіб у віці 65 років та старших.
Цивільне працевлаштоване населення становило 136 осіб. Основні галузі зайнятості: освіта, охорона здоров'я та соціальна допомога — 21,3 %, науковці, спеціалісти, менеджери — 13,2 %, мистецтво, розваги та відпочинок — 11,0 %, будівництво — 11,0 %.